# 伊藤稜馬
伊藤 稜馬（いとう りょうま、1999年5月28日 - ）は、静岡県出身のサッカー選手。ポジションはミッドフィールダー(MF)。

## 来歴
国士舘大学から2022年にJリーグに加盟したばかりのいわきFCに加入した。2022年3月27日の愛媛FC戦でJリーグ初出場し、この試合で国士舘大の同期有田稜の決勝ゴールをアシストするフリーキックのキッカーとなった。
2022年11月19日に契約満了を発表。同年11月28日、カンセキスタジアムとちぎで行われたJリーグ合同トライアウトに出場した。
2023年は暫く無所属だったが7月27日、タイ・リーグ2のラヨーンFCに移籍することが発表された。

## 所属クラブ
- 長泉アミーゴス
- アスルクラロ沼津U15
- 静岡学園高校
- 国士舘大学
- 2022年  いわきFC
- 2023年7月 -  ラヨーンFC

## 個人成績
| 国内大会個人成績 | 国内大会個人成績 | 国内大会個人成績 | 国内大会個人成績 | 国内大会個人成績 | 国内大会個人成績 | 国内大会個人成績 | 国内大会個人成績 | 国内大会個人成績 | 国内大会個人成績 | 国内大会個人成績 | 国内大会個人成績 |
| 年度             | クラブ           | 背番号           | リーグ           | リーグ戦         | リーグ戦         | リーグ杯         | リーグ杯         | オープン杯       | オープン杯       | 期間通算         | 期間通算         |
| 年度             | クラブ           | 背番号           | リーグ           | 出場             | 得点             | 出場             | 得点             | 出場             | 得点             | 出場             | 得点             |
| 日本             | 日本             | 日本             | 日本             | リーグ戦         | リーグ戦         | リーグ杯         | リーグ杯         | 天皇杯           | 天皇杯           | 期間通算         | 期間通算         |
| ---------------- | ---------------- | ---------------- | ---------------- | ---------------- | ---------------- | ---------------- | ---------------- | ---------------- | ---------------- | ---------------- | ---------------- |
| 2022             | いわき           | 28               | J3               | 11               | 0                | -                | -                | -                | -                | 11               | 0                |
| タイ             | タイ             | タイ             | タイ             | リーグ戦         | リーグ戦         | リーグ杯         | リーグ杯         | FA杯             | FA杯             | 期間通算         | 期間通算         |
| 2023-24          | ラヨーン         | 41               | T2               | 30               | 10               | -                | -                | 2                | 0                | 32               | 10               |
| 2024-25          | ラヨーン         | 41               |                  |                  |                  |                  |                  |                  |                  |                  |                  |
| 通算             | 日本             | 日本             | J3               | 11               | 0                | -                | -                | -                | -                | 11               | 0                |
| 通算             | タイ             | タイ             | T2               | 30               | 10               | -                | -                | 2                | 0                | 32               | 10               |
| 総通算           | 総通算           | 総通算           | 総通算           | 41               | 10               | -                | -                | 2                | 0                | 43               | 10               |

出場歴
- Jリーグ初出場:2022年3月27日 J3第3節 愛媛FC戦（ニンジニアスタジアム）